# St. Antonius (Papenburg)

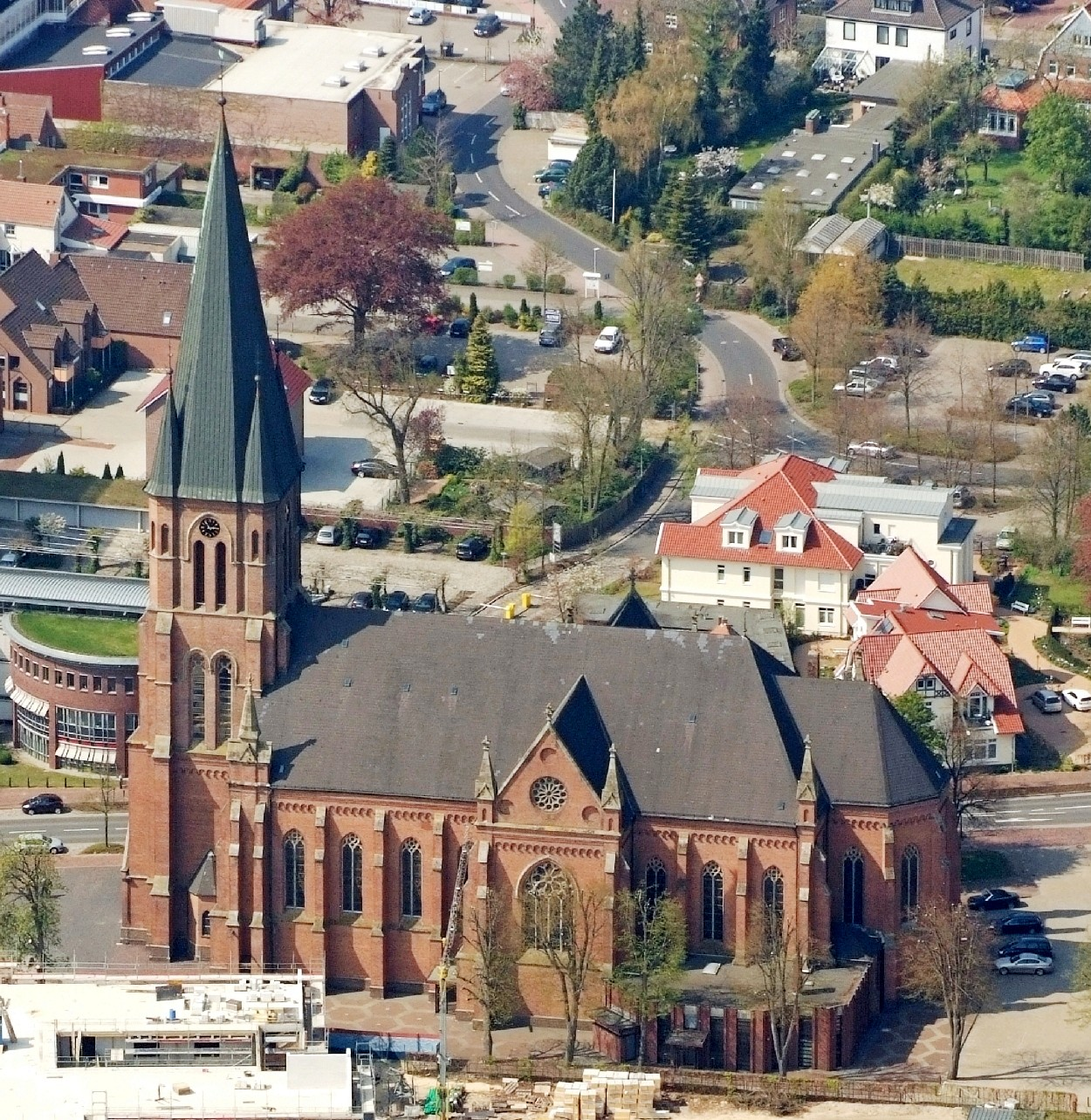
St. Antonius, Luftaufnahme von Süden

St. Antonius ist die katholische Stadtpfarrkirche von Papenburg im Landkreis Emsland. Die große neugotische Backstein-Hallenkirche wurde von 1875 bis 1877 nach Plänen des gebürtigen Papenburgers und Osnabrücker Diözesanbaumeisters Alexander Behnes erbaut. Sie ist vor allem durch die großteils erhaltene Originalausstattung bedeutend.

## Geschichte
Papenburg, im 17. Jahrhundert als Fehnkolonie an der Nordgrenze des Hochstifts Münster entstanden, hatte seit 1674/80 eine katholische Pfarrkirche. Der selige Niels Stensen, damals Weihbischof in Münster, weihte sie am 20. August 1682 auf das Patrozinium des heiligen Antonius von Padua. Das kleine, turmlose Gotteshaus lag am Westufer des Hauptkanals. 1777/78 wurde es auf die doppelte Größe erweitert, genügte jedoch schon wenige Jahrzehnte später dem Bedarf der rasch wachsenden Gemeinde nicht mehr und wurde nach Fertigstellung der neuen Antoniuskirche in den Jahren 1878 bis 1881 abgerissen.
Neubaupläne und einen Kirchbaufonds gab es bereits seit den 1840er Jahren. Erste Architekturentwürfe zeichnete Josef Niehaus († 1864). 1868 wurde das Grundstück am anderen Kanalufer, gegenüber der alten Kirche, gekauft. Die endgültigen Baupläne schuf Alexander Behnes 1871. Wegen des Moorbodens wurden allein für das Fundament mehr als eine Million Ziegel gebraucht. Durch die Wirren des Deutsch-Französischen Kriegs und der Reichsgründung verzögerte sich die Grundsteinlegung bis zum 15. Juli 1875. Am 11. Dezember 1877 weihte der Osnabrücker Bischof Johannes Beckmann die neue Antoniuskirche. Die Anschaffung der Innenausstattung, des Geläuts und der ersten Orgel (auf der Empore im Nordquerschiff) dauerte bis 1885. Die reichen Wandmalereien von Gerhard Lamers und die Buntglasfenster entstanden 1911/12. Gleichzeitig wurde für eine neue, größere Orgel im Westjoch eine neue Empore gebaut.
Im Zweiten Weltkrieg wurden die Glocken für militärische Zwecke eingezogen – Gefangene des Lagers Aschendorfermoor mussten sie abmontieren und im Turm sprengen –, der Turm, die Fassade und einige Fenster wurden durch Granatenbeschuss beschädigt, insgesamt aber blieb die Kirche unzerstört.
1965 erhielt St. Antonius neue Fenster nach Entwürfen von Erentrud Trost, 1974 eine neue Orgel. Ein Teil des Kirchplatzes mit Lindenbestand musste 1966 dem Ausbau der Bundesstraße 70 weichen. Nach provisorischen Lösungen im Gefolge der Liturgiereform wurde 1977 der Altarraum neu gestaltet. 1978 entstand an der Südseite des Chores die Kreuzkapelle für Werktagsgottesdienste.

## Architektur

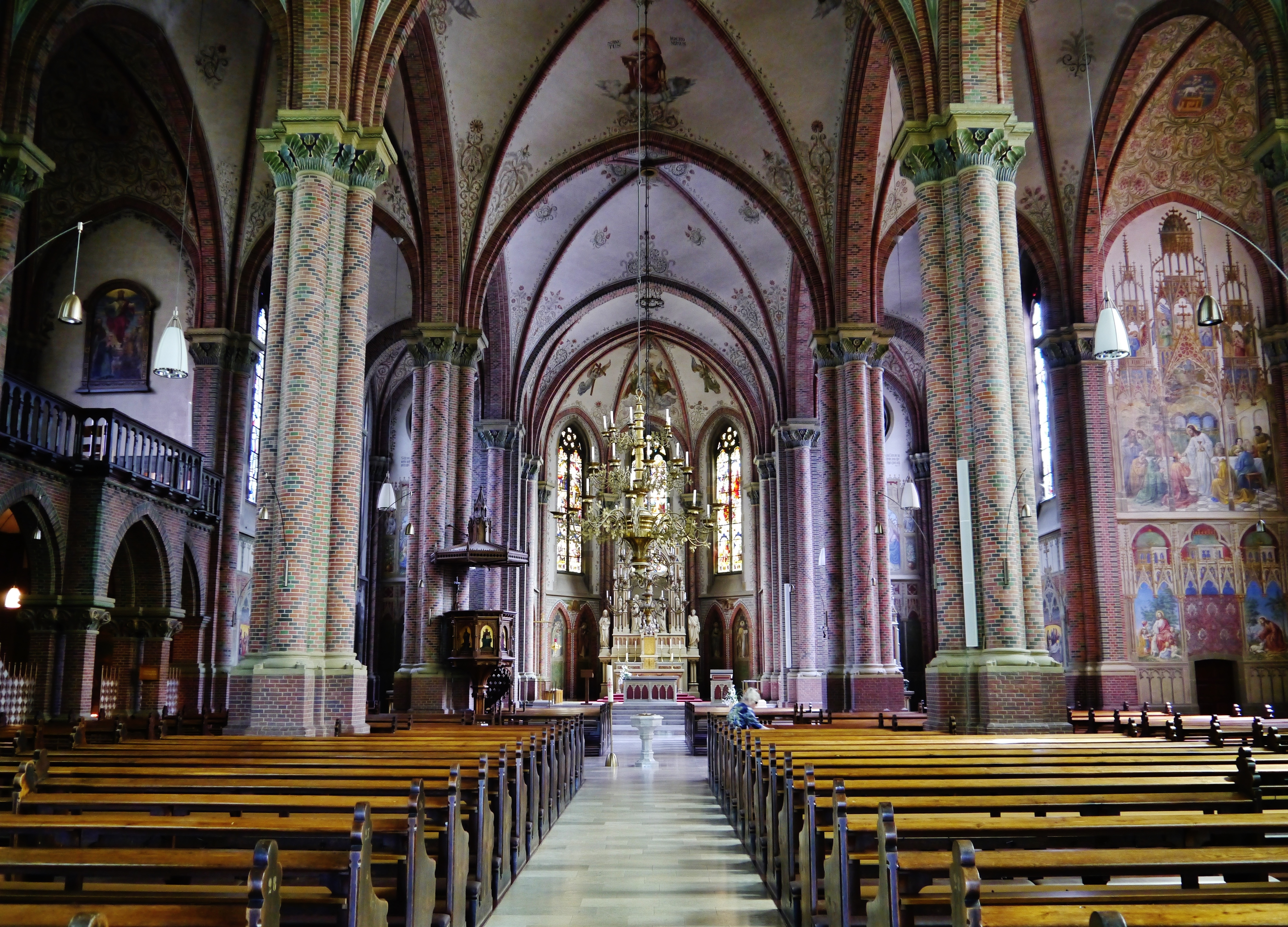
Blick durch das Langhaus zum Altar

St. Antonius ist eine Backsteinkirche von 70 m Länge und 35 m Breite in rund-spitzbogigen gotischen Formen. Das Langhaus ist eine dreischiffige, kreuzrippengewölbte Halle. Zwischen die vier westlichen und die drei östlichen Joche sind zwei niedrigere Querarme mit maßwerkreichen Schaufassaden eingefügt, die jedoch kein echtes Querhaus und keine Vierung bilden. Über dem Hauptportal im Westen erhebt sich der 88 m hohe, in drei Geschosse gegliederte quadratische Glockenturm mit Spitzhelm. Alle Gebäudeecken sind mit Ziertürmchen markiert, die Dachtraufe säumt ein Bogenfries. Den Ostabschluss bildet eine eingezogene polygonale Apsis.

## Ausstattung

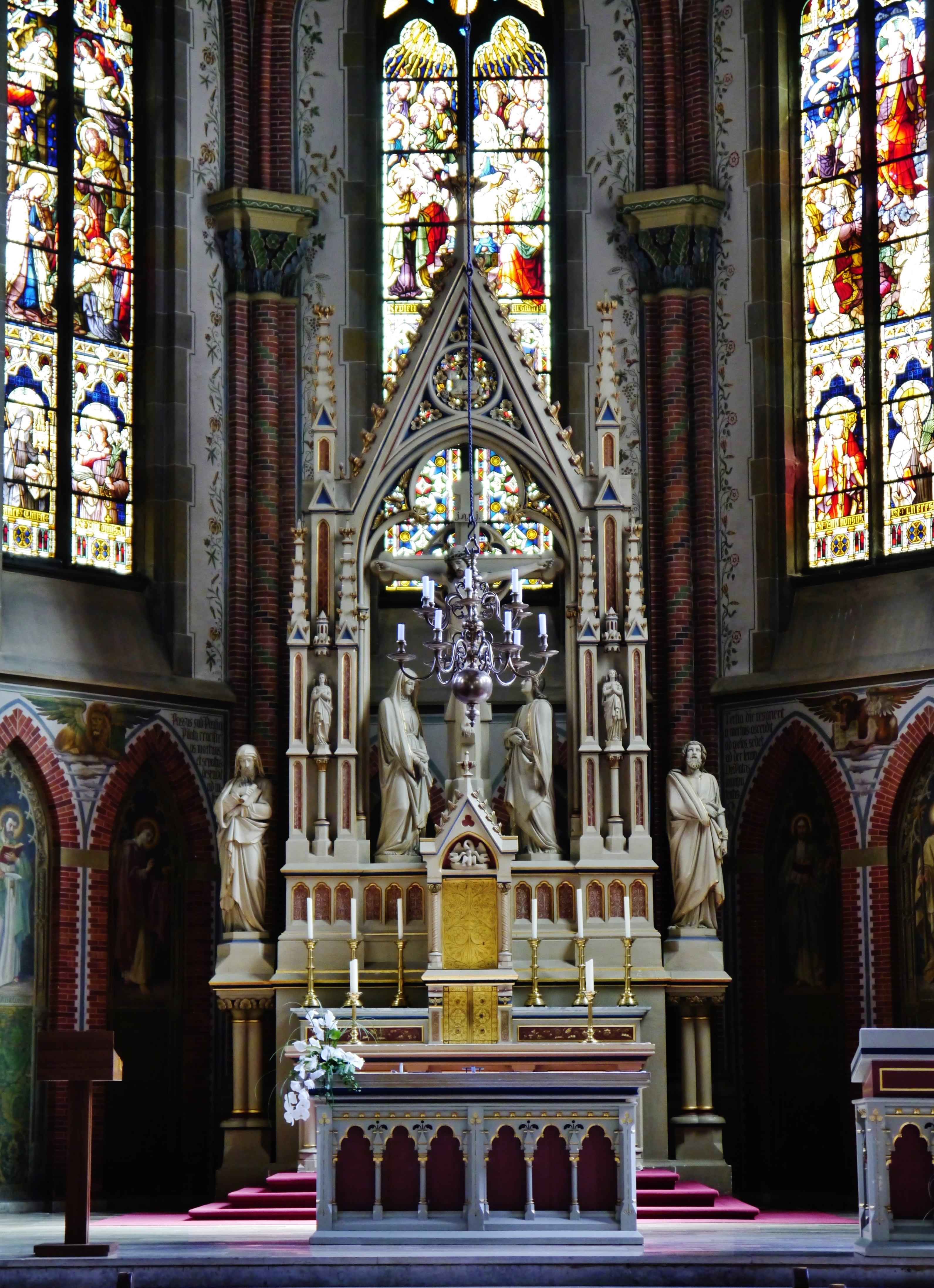
Hochaltar

Den Raumeindruck des Inneren prägen Muster von grünglasierten zwischen den rot belassenen Ziegeln, aufwendige Kapitelle unter den Gewölberippen und die figürlichen Buntglasfenster von 1911/1912 und 1965.
Im Blickzentrum steht der freistehende Sandstein-Hochaltar mit einer Kreuzigungsgruppe in neugotischem Architekturrahmen und flankierenden Heiligen. Er wurde (ebenso wie die Seitenaltäre) im Jahr 1877 von dem Steinmetz Heinrich Balthasar Seling geschaffen. Die Kreuzigungsgruppe ist von einem gotischen Bogen überkrönt und von Fialen umgeben. In den Hochaltar sind zwei Schränke mit „goldenen“ Türen integriert: der obere dient als Vorzeigeort für die Monstranz, der untere beherbergt den Tabernakel.
Bemerkenswert sind auch die Kanzel, die Seitenaltäre (Marienaltar und Josefsaltar), die Beichtstühle und die Kreuzwegbilder.
Bedeutsam sind vor allem die von Gerhard Lamers geschaffene Wandbemalung mit heilsgeschichtlichen Szenen, Scheinarchitekturen und zahlreichen, teilweise sagenhaft-fantastischen Pflanzen und Tieren. Die Malereien befinden sich oberhalb der Vorsprünge, neben den Fenstern. Zu sehen sind u. a. zwölf Darstellungen von (geflügelten) Drachen (z. B. rechts über dem Marienaltar und rechts neben dem Fenster oberhalb des „Ortes des heiligen Wassers“), Darstellungen von Fasanen (rechts und links neben dem Fenster beim Marienaltar), Pfauen und weiteren Vögeln, Eichhörnchen und auch undefinierbare Subjekte.

## Orgel

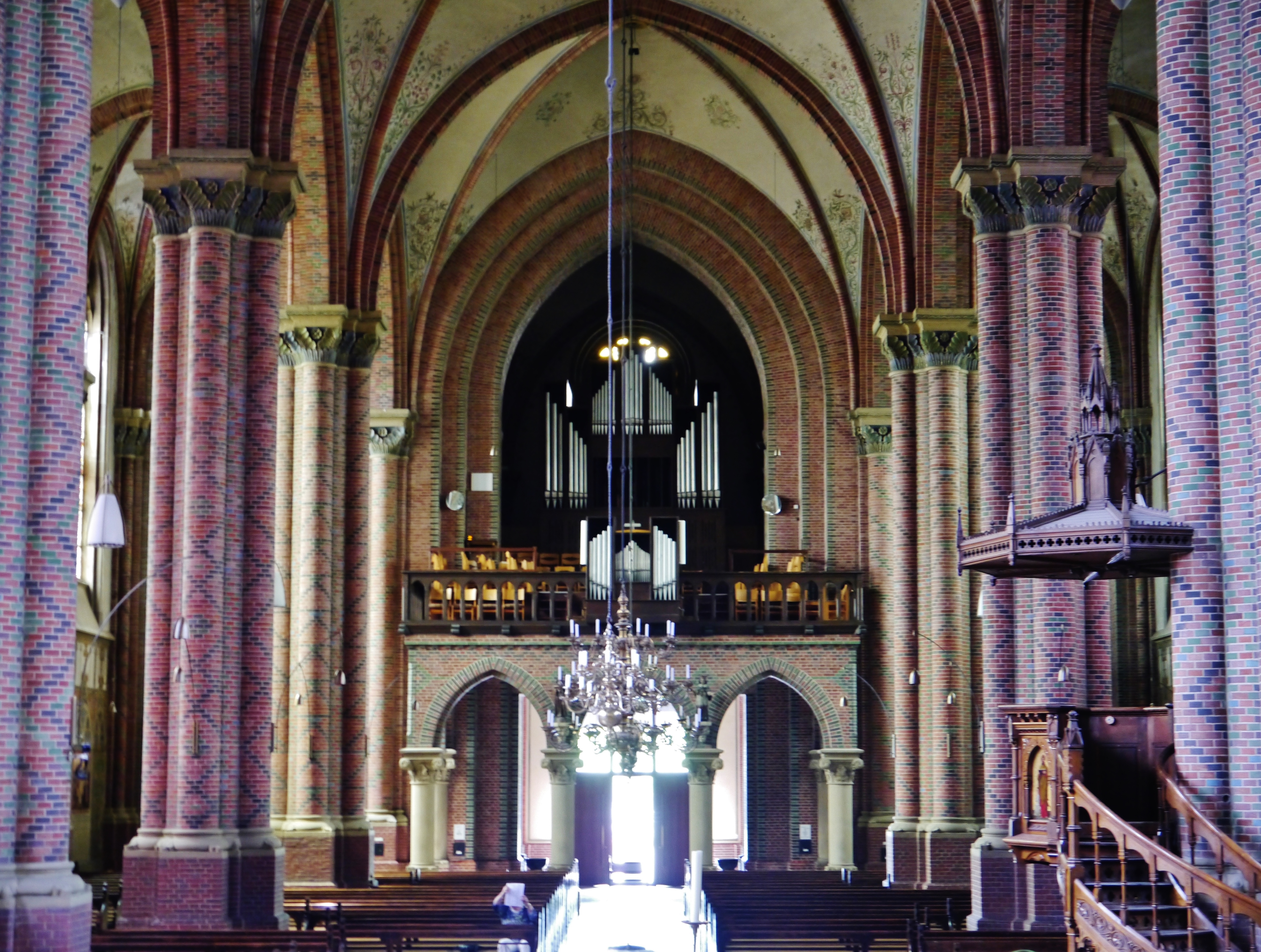
Blick zur Westempore mit Orgel von 1957 (bis 2018)

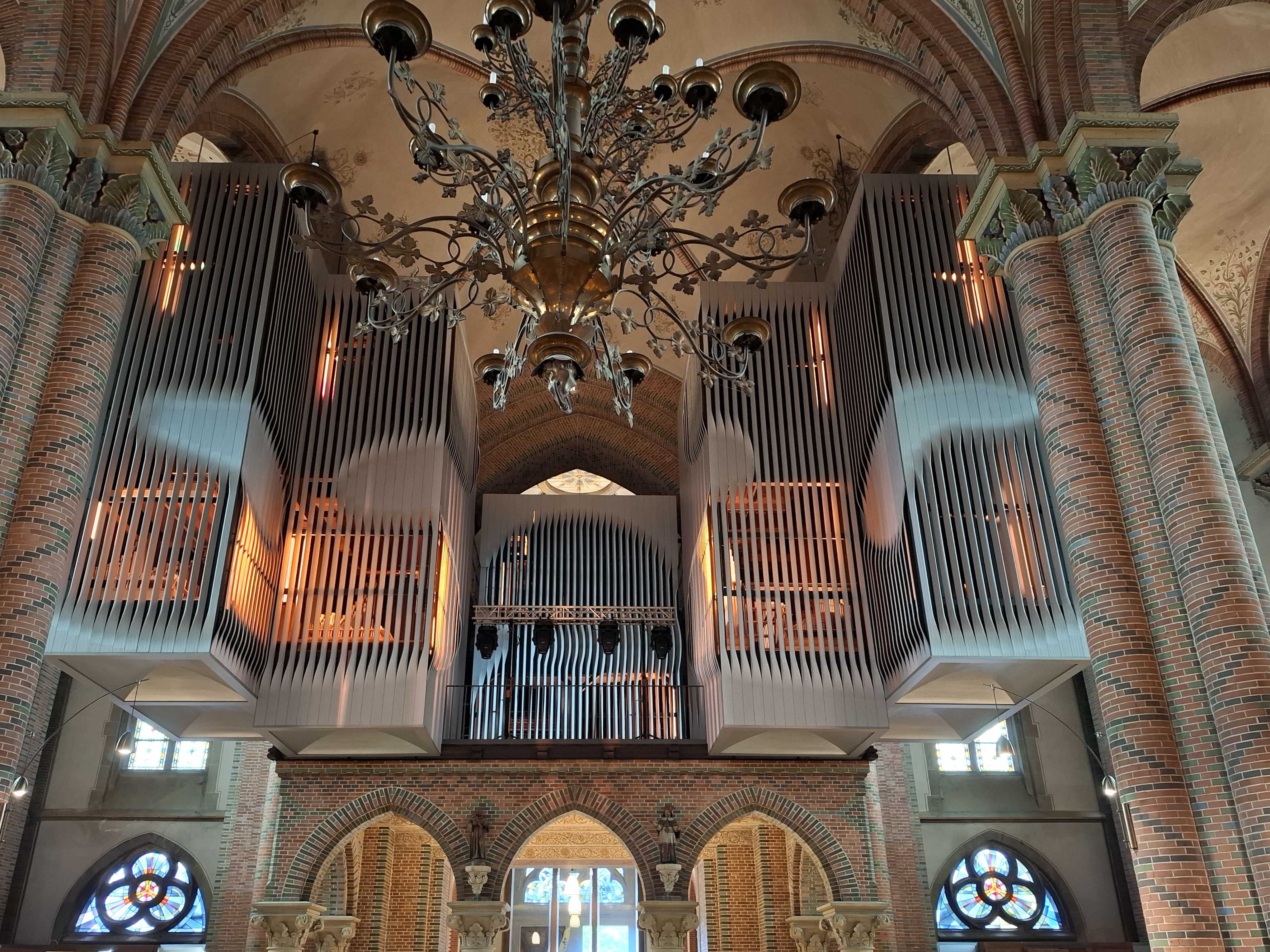
Walcker-Orgel (seit 2020)

Bei Fertigstellung der Kirche im Jahre 1877 war noch keine Orgelempore im Westteil der Kirche vorhanden, die erste Orgel wurde daher auf der Empore im nördlichen Querschiff aufgestellt. Die heutige Orgelbühne über der Turmhalle wurde erst 1911 gebaut, als dort eine neue Orgel aufgestellt werden sollte.
Das Vorgängerinstrument der heutigen Orgel, die das Instrument von 1911 ersetzte, wurde 1957 von der Orgelbaufirma Ernst Brand (Quickborn) erbaut. Das Instrument stand zunächst in der St.-Josephs-Kirche Wandsbek und wurde 1973 von der Pfarrei St. Antonius erworben und 1974 von der Orgelbaufirma Speith (Rietberg) auf 26 Register erweitert.
Im Jahre 2020 erhielt St. Antonius eine neue große Orgel. Am 18. Mai 2017 beschloss der Rat der Stadt Gelsenkirchen, die bisherige Konzertsaalorgel des Hans-Sachs-Hauses, welche nach dem Umbau des Gebäudes dort nicht wieder eingebaut wurde, der Pfarrgemeinde St. Antonius für den symbolischen Betrag von einem Euro zu überlassen.
Es handelt sich um eine Orgel der Firma Werke der Firma E. F. Walcker & Cie. aus dem Jahr 1927. Das Instrument verfügt über 90 Register und wurde in einem neuen Gehäuse untergebracht sowie mit Stahlseilen am Gewölbe befestigt, um damit quasi „schwebend“ in der Kirche zu erklingen. Die Firma Orgelbau Romanus Seifert & Sohn, bei der die Orgel ab 2007 eingelagert war, führte den Aufbau und die Intonation durch. Die alte Orgel von St. Antonius wurde an die Kirchengemeinde Heiligstes Herz Jesu in Piotrków Trybunalski in Polen verkauft.
| I Hauptwerk C–c4 |               |        |
| 01.              | Principal     | 16′    |
| 02.              | Weitprincipal | 08′    |
| 03.              | Principal     | 08′    |
| 04.              | Fugara        | 08′    |
| 05.              | Bordun        | 08′    |
| 06.              | Rohrflöte     | 08′    |
| 07.              | Dulciana      | 08′    |
| 08.              | Oktave        | 04′    |
| 09.              | Blockflöte    | 04′    |
| 10.              | Quinte        | 02 ⁄3′ |
| 11.              | Oktave        | 02′    |
| 12.              | Kornett I-V   | 08′    |
| 13.              | Mixtur II-V   | 01 ⁄3′ |
| 14.              | Cymbel III    | 01′    |
| 15.              | Tuba          | 08′    |

| II Schwellwerk C–c4 (c5) |                    |         |
| 16.                      | Gedackt            | 16′     |
| 17.                      | Flötenprincipal    | 08′     |
| 18.                      | Konzertflöte       | 08′     |
| 19.                      | Quintatön          | 08′     |
| 20.                      | Salicional         | 08′     |
| 21.                      | Unda maris (ab c0) | 08′     |
| 22.                      | Principal          | 04′     |
| 23.                      | Nachthorn          | 04′     |
| 24.                      | Spitzflöte         | 04′     |
| 25.                      | Quintflöte         | 02 ⁄3′  |
| 26.                      | Bachflöte          | 02′     |
| 27.                      | Terzflöte          | 01 3⁄5′ |
| 28.                      | Quinte             | 01 ⁄3′  |
| 29.                      | Septime            | 01 ⁄7′  |
| 30.                      | Sifflöte           | 01′     |
| 31.                      | Groß-Cymbel IV-VII | 01 ⁄3′  |
| 32.                      | Rankett            | 16′     |
| 33.                      | Klarinette         | 08′     |
|                          | Schwebung          |         |

| III Schwellwerk C–c4 (c5) |                         |        |
| 34.                       | Gambe                   | 16′    |
| 35.                       | Celloprincipal          | 08′    |
| 36.                       | Gedackt                 | 08′    |
| 37.                       | Gemshorn                | 08′    |
| 38.                       | Viola                   | 08′    |
| 39.                       | Voix céleste (ab c0)    | 08′    |
| 40.                       | Geigenprincipal         | 04′    |
| 41.                       | Quintatön               | 04′    |
| 42.                       | Orchesterflöte          | 04′    |
| 43.                       | Gemshornquinte          | 02 ⁄3′ |
| 44.                       | Schwiegel               | 02′    |
| 45.                       | Progressio Harm. III-V0 | 02′    |
| 46.                       | Dulcian                 | 16′    |
| 47.                       | Oboe                    | 08′    |
| 48.                       | Krummhorn               | 08′    |
| 49.                       | Geigenregal             | 04′    |
|                           | Schwebung               |        |

| IV Schwellwerk C–c4 |                     |         |     |
| 50.                 | Nachthorn           | 16′     |     |
| 51.                 | Starkprincipal      | 08′     |     |
| 52.                 | Viola di Gamba      | 08′     |     |
| 53.                 | Doppelflöte         | 08′     |     |
| 54.                 | Gedacktquinte       | 05 1⁄3′ |     |
| 55.                 | Praestant           | 04′     |     |
| 56.                 | Kleingedackt        | 04′     |     |
| 57.                 | Gemshornterz        | 03 1⁄5′ |     |
| 58.                 | Groß-Kornett I-VIII | 16′     |     |
| 59.                 | Großmixtur V        | 02′     | (n) |
| 60.                 | Kleinmixtur V       | 01′     | (n) |
| 61.                 | Fagott              | 16′     |     |
| 62.                 | Posaune             | 08′     |     |
| 63.                 | Trompete            | 04′     |     |
| 64.                 | Celesta             |         |     |
|                     | Schwebung           |         |     |

| Pedalwerk C–g1 |                            |         |
| 65.            | Untersatz                  | 32′     |
| 66.            | Kontrabass                 | 16′     |
| 67.            | Flötenbass                 | 16′     |
|                | Subbass (Ext. Nr. 65)      | 16′     |
|                | Salicetbass (= Nr. 34)     | 16′     |
| .              | Sanftbass (= Nr. 50)       | 16′     |
| 68.            | Obertöne II                | 10 2⁄3′ |
| 69.            | Oktavbass                  | 08′     |
|                | Violoncello (= Nr. 38)     | 08′     |
|                | Bassflöte (= Nr. 53)       | 08′     |
|                | Obertöne II (= Nr. 54/57)  | 05 1⁄3′ |
| 70.            | Choralbass                 | 04′     |
| 71.            | Pedalmixtur VI             | 02 ⁄3′  |
| 72.            | Kontrabasstuba             | 32′     |
|                | Basstuba (Ext. Nr. 72)     | 16′     |
|                | Dulcianbass (= Nr. 46)     | 16′     |
| 73.            | Bassposaune                | 08′     |
|                | Basstrompete (Ext. Nr. 73) | 04′     |
| 74.            | Singend Kornett            | 02′     |

| Chororgel |                    |     |
|           | Fernwerk C–c4 (c5) |     |
| 75.       | Quintatön          | 16′ |
| 76.       | Hellprincipal      | 08′ |
| 77.       | Echo-Bordun        | 08′ |
| 78.       | Vox angelica       | 08′ |
| 79.       | Gemshorn           | 04′ |
| 80.       | Flageolet          | 02′ |
| 81.       | Glockenton II-IV   |     |
| 82.       | Horn               | 08′ |
| 83.       | Vox humana         | 08′ |
|           | Schwebung          |     |

| (Fortsetzung Chororgel) |                 |     |     |
|                         | Manualwerk C–c4 |     |     |
| 84.                     | Seraphongedackt | 08′ | (n) |
| 85.                     | Viola           | 08′ |     |
| 86.                     | Querflöte       | 04′ | (n) |

| (Fortsetzung Chororgel) |                |       |     |
|                         | Pedalwerk C–g1 |       |     |
| 87.                     | Subbass        | 16′   | (n) |
| 88.                     | Octavbass      | 08′   |     |
| 89.                     | Gedacktbass    | 08′ 0 | (n) |
| 90.                     | Horn           | 16′   |     |

- Koppeln:
  - Normalkoppeln: II/I, III/I, III/II, IV/I, IV/II, IV/III, I/P, II/P, III/P, IV/P
  - Fernwerkskoppeln: an I, II, III, IV, P
  - Suboktavkoppeln: II/II, III/I, III/III, IV/I, IV/IV
  - Superoktavkoppeln: I/I, II/I, II/II, III/I, III/III, IV/I, IV/IV, IV/P
- Anmerkungen:

1. 1 2  Doppelt labiert.
2. ↑  120 mm WS.
3. ↑  Durchschlagendes Register.
4. 1 2 3 4  Tremulant.
5. 1 2  Überblasend.
6. ↑  150mm WS für Register Nr. 50,51,59-63; 90 mm WS für Register Nr. 52–58.
7. 1 2  Floating.
8. ↑  150 mm Spielwind.
9. ↑  150 mm WS.

(n) = neues Register (2020)

## Glocken
Im Turm von St. Antonius hängen vier Glocken. Drei entstanden 1950 bei der Glockengießerei Junker (Brilon). Die kleine Antoniusglocke wurde von der Fa. Petit & Gebr. Edelbrock gegossen und stammt aus dem Jahr 1929.
| Nr. | Name                        | Gussjahr | Gießer         | Durchmesser (mm) | Gewicht (kg) | Nominal (16tel) |
| --- | --------------------------- | -------- | -------------- | ---------------- | ------------ | --------------- |
| 1   | Gefallenen-Gedächtnisglocke | 1950     | Junker, Brilon | 1670             | 2580         | b0              |
| 2   | Marien                      | 1950     | Junker, Brilon | 1400             | 1520         | des1            |
| 3   | Josef                       | 1950     | Junker, Brilon | 1320             | 1340         | es1             |
| 4   | Antonius                    | 1929     | P & E, Gescher |                  |              |                 |